# Liste der Nummer-eins-Hits in Südafrika (2022)
Diese Liste der Nummer-eins-Hits basiert auf den offiziellen Charts der RISA, der südafrikanischen Landesgruppe der IFPI, im Jahr 2022. Die Charts basieren vollständig auf Streaming. Für die Wochen 43 und 44 wurden keine Charts veröffentlicht, so dass die Liste eine Lücke aufweist. Woche 46 war die letzte Publikationswoche auf der offiziellen Internetseite. In den sozialen Medien gab es danach noch weitere Angaben zu den Charts. Da aber auch diese Lücken aufwiesen, wurde die Veröffentlichung auf dieser Seite eingestellt.

## Singles
| ← 2021 ← | Liste der Nummer-eins-Hits in Südafrika (Local & International Streaming) | Liste der Nummer-eins-Hits in Südafrika (Local & International Streaming) | Liste der Nummer-eins-Hits in Südafrika (Local & International Streaming) | 2023 →                    |
| \| Zeitraum \| Wo. ges. \| Interpret \| Titel Autor(en) \| Zusätzliche Informationen \| \| (Zeitraum, Wochen auf Platz eins, Interpret, Titel, Autor[en], zusätzliche Informationen) \| \| \| \| \| \| ----------------------------------------------------------------------------------------- \| -------- \| ------------------------------------------------------------------ \| ---------------------------------------------------------------------------------------------------------------------------------------------------------------------------------------------------------------------------------------------------------------------------------------------------------------------- \| ------------------------- \| \| 1. Woche 1 Woche (insgesamt 2) \| 2 \| Young Stunna feat. Kabza De Small & DJ Maphorisa \| Adiwele Themba Sonnyboy Sekowe, Petrus Kabelo Motha, Sandile Fortune Msimango \| – \| \| 2.–7. Woche 6 Wochen (insgesamt 7) \| 7 \| Q-Mark & TpZee feat. Afriikan Papi \| Paris Cloud9ne \| – \| \| 8.–10. Woche 3 Wochen \| 3 \| Venom & Shishiliza feat. Yumbs, Raspy, Blxckie, Riky Rick & Tshego \| Sondela Nkosi Mmembe, Phelela Gcwelumusa Ziphakeme Mathonsi, Rikhado Makhado, Sebastian Jameson, Sihle Sithole, Thandolwethu Ndlovu, Tshefofatso Ketshabile \| – \| \| 11. Woche 1 Woche (insgesamt 7) \| 7 \| Q-Mark & TpZee feat. Afriikan Papi \| Paris Cloud9ne \| – \| \| 12.–16. Woche 5 Wochen \| 5 \| Daliwonga feat. Mellow & Sleazy & M.J \| Abo mvelo DaliWonga Matiwane, Jacob Mongezi Skosana \| – \| \| 17. Woche 1 Woche \| 1 \| Uncle Waffles & Tony Duardo feat. Sino Msolo & BoiBizza \| Tanzania Antonio David Hampton Eduardo, Lungelilhe Zwane, Mandla Boy Sekele, Sino Msolo \| – \| \| 18. Woche 1 Woche \| 1 \| Future feat. Drake & Tems \| Wait for U Aubrey Graham, Michael Mulé, Isaac John De Boni, Jacob Canady, Nayvadius DeMun Wilburn, Tejiri Akpoghene, Temilade Openiyi \| – \| \| 19. Woche 1 Woche \| 1 \| Kendrick Lamar \| The Heart Part 5 Kendrick Lamar Duckworth, Jake Kosich, Johnny Kosich, Matthew Schaeffer, Arthur Ross, Leon Ware \| – \| \| 20. Woche 1 Woche \| 1 \| Kendrick Lamar \| N95 Kendrick Lamar Duckworth, Hykeem Carter, Jahaan Akil Sweet, Mark Anthony Spears, Matthew Jehu Samuels, Samuel Joseph Dew \| – \| \| 21.–24. Woche 4 Wochen \| 4 \| Wanitwa Mos, Master KG & Lowsheen feat. Nkosazana Daughter \| Sofa silahlane Kgaogelo Moagi, Monama Nodea Holane, Nolwazi Kimberly Nzama \| – \| \| 25. Woche 1 Woche \| 1 \| Drake feat. 21 Savage \| Jimmy Cooks Albert Goodman, Harry Milton Ray, Walter Lee Morris, Tim Gomringer, Kevin Gomringer, Aubrey Drake Graham, She’yaa Abraham Joseph \| – \| \| 26.–27. Woche 2 Wochen \| 2 \| Samthing Soweto \| Amagents Samkelo Lelethu Mdolomba \| – \| \| 28.–33. Woche 6 Wochen \| 6 \| Burna Boy \| Last Last Damini Ebunoluwa Ogulu, Freddie D. Jerkins III, Rodney Roy Jerkins, LaShawn Ameen Daniels, Harvey Jay Mason Jr., James Malcolm Olagundoye, Matti Mikael Haataja, Simo Samuel Haataja, Robert Kustaa Ilmari Laukkanen, Santeri Valdemar Kauppinen \| – \| \| 34.–42. Woche 9 Wochen \| 9 \| K.O feat. Young Stunna & Blxckie \| Sete Ntokozo Mdluli, Sandile Fortune Msimango, Sihle Sithole, Tsholofelo Moremedi \| – \| \| \| \| \| \| \| \| \| \| \| \| \| \| 44. Woche 1 Woche \| 1 \| Rihanna \| Lift Me Up Ludwig Emil Tomas Göransson, Robyn Rihanna Fenty, Ryan Coogler, Temilade Openiyi \| – \| \| 45.–46. Woche 2 Wochen \| 2 \| Drake & 21 Savage \| Rich Flex Aubrey Drake Graham, She’yaa Bin Abraham-Joseph, Aldrin Davis, Anderson Hernandez, Clifford Joseph Harris Jr., Charles Bernstein, Gladys Hayes, Jahmal Desmond Gwin, Michael Mulé, Isaac John De Boni, Brytavious Lakeith Chambers, Anthony Germaine White, Bobby Dewayne Session Jr., Megan Jovon Ruth Pete \| – \| |                                                                           |                                                                           | |                           |
| ← 2021 |                                                                           |                                                                           | | → 2023 →                  |
| Zeitraum | Wo. ges.                                                                  | Interpret                                                                 | Titel Autor(en) | Zusätzliche Informationen |
| (Zeitraum, Wochen auf Platz eins, Interpret, Titel, Autor[en], zusätzliche Informationen) |                                                                           |                                                                           | |                           |
| 1. Woche 1 Woche (insgesamt 2) | 2                                                                         | Young Stunna feat. Kabza De Small & DJ Maphorisa                          | Adiwele Themba Sonnyboy Sekowe, Petrus Kabelo Motha, Sandile Fortune Msimango | –                         |
| 2.–7. Woche 6 Wochen (insgesamt 7) | 7                                                                         | Q-Mark & TpZee feat. Afriikan Papi                                        | Paris Cloud9ne | –                         |
| 8.–10. Woche 3 Wochen | 3                                                                         | Venom & Shishiliza feat. Yumbs, Raspy, Blxckie, Riky Rick & Tshego        | Sondela Nkosi Mmembe, Phelela Gcwelumusa Ziphakeme Mathonsi, Rikhado Makhado, Sebastian Jameson, Sihle Sithole, Thandolwethu Ndlovu, Tshefofatso Ketshabile | –                         |
| 11. Woche 1 Woche (insgesamt 7) | 7                                                                         | Q-Mark & TpZee feat. Afriikan Papi                                        | Paris Cloud9ne | –                         |
| 12.–16. Woche 5 Wochen | 5                                                                         | Daliwonga feat. Mellow & Sleazy & M.J                                     | Abo mvelo DaliWonga Matiwane, Jacob Mongezi Skosana | –                         |
| 17. Woche 1 Woche | 1                                                                         | Uncle Waffles & Tony Duardo feat. Sino Msolo & BoiBizza                   | Tanzania Antonio David Hampton Eduardo, Lungelilhe Zwane, Mandla Boy Sekele, Sino Msolo | –                         |
| 18. Woche 1 Woche | 1                                                                         | Future feat. Drake & Tems                                                 | Wait for U Aubrey Graham, Michael Mulé, Isaac John De Boni, Jacob Canady, Nayvadius DeMun Wilburn, Tejiri Akpoghene, Temilade Openiyi | –                         |
| 19. Woche 1 Woche | 1                                                                         | Kendrick Lamar                                                            | The Heart Part 5 Kendrick Lamar Duckworth, Jake Kosich, Johnny Kosich, Matthew Schaeffer, Arthur Ross, Leon Ware | –                         |
| 20. Woche 1 Woche | 1                                                                         | Kendrick Lamar                                                            | N95 Kendrick Lamar Duckworth, Hykeem Carter, Jahaan Akil Sweet, Mark Anthony Spears, Matthew Jehu Samuels, Samuel Joseph Dew | –                         |
| 21.–24. Woche 4 Wochen | 4                                                                         | Wanitwa Mos, Master KG & Lowsheen feat. Nkosazana Daughter                | Sofa silahlane Kgaogelo Moagi, Monama Nodea Holane, Nolwazi Kimberly Nzama | –                         |
| 25. Woche 1 Woche | 1                                                                         | Drake feat. 21 Savage                                                     | Jimmy Cooks Albert Goodman, Harry Milton Ray, Walter Lee Morris, Tim Gomringer, Kevin Gomringer, Aubrey Drake Graham, She’yaa Abraham Joseph | –                         |
| 26.–27. Woche 2 Wochen | 2                                                                         | Samthing Soweto                                                           | Amagents Samkelo Lelethu Mdolomba | –                         |
| 28.–33. Woche 6 Wochen | 6                                                                         | Burna Boy                                                                 | Last Last Damini Ebunoluwa Ogulu, Freddie D. Jerkins III, Rodney Roy Jerkins, LaShawn Ameen Daniels, Harvey Jay Mason Jr., James Malcolm Olagundoye, Matti Mikael Haataja, Simo Samuel Haataja, Robert Kustaa Ilmari Laukkanen, Santeri Valdemar Kauppinen                                                             | –                         |
| 34.–42. Woche 9 Wochen | 9                                                                         | K.O feat. Young Stunna & Blxckie                                          | Sete Ntokozo Mdluli, Sandile Fortune Msimango, Sihle Sithole, Tsholofelo Moremedi | –                         |
| |                                                                           |                                                                           | |                           |
| |                                                                           |                                                                           | |                           |
| 44. Woche 1 Woche | 1                                                                         | Rihanna                                                                   | Lift Me Up Ludwig Emil Tomas Göransson, Robyn Rihanna Fenty, Ryan Coogler, Temilade Openiyi | –                         |
| 45.–46. Woche 2 Wochen | 2                                                                         | Drake & 21 Savage                                                         | Rich Flex Aubrey Drake Graham, She’yaa Bin Abraham-Joseph, Aldrin Davis, Anderson Hernandez, Clifford Joseph Harris Jr., Charles Bernstein, Gladys Hayes, Jahmal Desmond Gwin, Michael Mulé, Isaac John De Boni, Brytavious Lakeith Chambers, Anthony Germaine White, Bobby Dewayne Session Jr., Megan Jovon Ruth Pete | –                         |